# Томино-Село
Томино-Село (мак. Томино Село) — село у Північній Македонії, входить до складу общини Македонський Брод Південно-Західного регіону.
Населення — 44 особи (перепис 2002), за етнічним складом — усі македонці).